# NGC 1222
NGC 1222 is een elliptisch sterrenstelsel in het sterrenbeeld Eridanus. Het hemelobject werd op 5 december 1883 ontdekt door de Franse astronoom Édouard Jean-Marie Stephan.

## Synoniemen
- PGC 11774
- MCG -1-9-5
- MK 603
- KUG 0306-031
- IRAS03064-0308